# Prelatura territorial de Itacoatiara
La prelatura territorial de Itacoatiara (en latín: Praelatura Territorialis Itacoatiarensis y en portugués: Prelazia de Itacoatiara) es una circunscripción eclesiástica de la Iglesia católica en Brasil. Se trata de una prelatura territorial latina, sufragánea de la arquidiócesis de Manaos. Desde el 19 de abril de 2017 su prelado es José Ionilton Lisboa de Oliveira de la Sociedad de las divinas vocaciones.

## Territorio y organización
La prelatura territorial tiene 58 425 km² y extiende su jurisdicción sobre los fieles católicos de rito latino residentes en parte del estado de Amazonas en los municipios de: Rio Preto da Eva, Itacoatiara, Itapeaçu, Itapiranga, São Sebastião do Uatumã, Silves, Urucará y Urucurituba.
La sede de la prelatura territorial se encuentra en la ciudad de Itacoatiara, en donde se halla la Catedral de Nuestra Señora del Rosario.
En 2019 en la prelatura territorial existían 13 parroquias.

## Historia
La prelatura territorial fue erigida el 13 de julio de 1963 con la bula Ad Christi divini del papa Pablo VI, obteniendo el territorio de la arquidiócesis de Manaos.

## Estadísticas
Según el Anuario Pontificio 2020 la prelatura territorial tenía a fines de 2019 un total de 110 977 fieles bautizados.
| Año                                                                             | Población            | Población | Población      | Sacerdotes | Sacerdotes    | Sacerdotes    | Bautizados por sacerdote | Diáconos permanentes | Religiosos | Religiosos | Parroquias |
| Año                                                                             | Bautizados católicos | Total     | % de católicos | Total      | Clero secular | Clero regular | Bautizados por sacerdote | Diáconos permanentes | Varones    | Mujeres    | Parroquias |
| ------------------------------------------------------------------------------- | -------------------- | --------- | -------------- | ---------- | ------------- | ------------- | ------------------------ | -------------------- | ---------- | ---------- | ---------- |
| 1963                                                                            | 50 000               | 53 000    | 94.3           | 5          |               | 5             | 10 000                   |                      |            |            | 4          |
| 1970                                                                            | 65 000               | 70 000    | 92.9           | 8          |               | 8             | 8125                     |                      | 9          |            | 4          |
| 1976                                                                            | 74 000               | 81 125    | 91.2           | 8          | 2             | 6             | 9250                     |                      | 6          | 5          | 5          |
| 1980                                                                            | 68 700               | 77 000    | 89.2           | 8          | 1             | 7             | 8587                     |                      | 7          | 6          | 7          |
| 1990                                                                            | 116 000              | 131 736   | 88.1           | 12         | 2             | 10            | 9666                     |                      | 10         | 8          | 6          |
| 1999                                                                            | 89 021               | 120 000   | 74.2           | 11         | 2             | 9             | 8092                     |                      | 9          | 17         | 6          |
| 2000                                                                            | 95 072               | 118 695   | 80.1           | 9          | 2             | 7             | 10 563                   |                      | 7          | 15         | 6          |
| 2001                                                                            | 119 865              | 149 832   | 80.0           | 3          |               | 3             | 39 955                   |                      | 3          | 12         | 6          |
| 2002                                                                            | 124 200              | 155 254   | 80.0           | 11         | 5             | 6             | 11 290                   |                      | 6          | 9          | 9          |
| 2003                                                                            | 125 798              | 155 254   | 81.0           | 14         | 6             | 8             | 8985                     |                      | 8          | 11         | 9          |
| 2004                                                                            | 126 726              | 155 254   | 81.6           | 10         | 2             | 8             | 12 672                   |                      | 8          | 7          | 10         |
| 2013                                                                            | 136 300              | 172 400   | 79.1           | 13         | 9             | 4             | 10 484                   |                      | 4          | 6          | 12         |
| 2016                                                                            | 139 700              | 176 900   | 79.0           | 14         | 8             | 6             | 9978                     |                      | 6          | 6          | 13         |
| 2019                                                                            | 110 977              | 170 734   | 65.0           | 17         | 12            | 5             | 6528                     | 1                    | 5          | 9          | 13         |
| Fuente: Catholic-Hierarchy, que a su vez toma los datos del Anuario Pontificio. |                      |           |                |            |               |               |                          |                      |            |            |            |

## Episcopologio
- Francis Paul McHugh, S.F.M. † (20 de julio de 1965-15 de junio de 1972 renunció)
  - Sede vacante (1972-1975)[nota 3]
- Jorge Eduardo Marskell, S.F.M. † (1975-2 de julio de 1998 falleció)
- Carillo Gritti, I.M.C. † (5 de enero de 2000-9 de junio de 2016 falleció)
- José Ionilton Lisboa de Oliveira, S.D.V., desde el 19 de abril de 2017